# Paragonit
Paragonit – minerał z gromady krzemianów, zaliczany do grupy mik. Należy do grupy minerałów bardzo pospolitych i szeroko rozpowszechnionych.
Nazwa pochodzi od gr. paragein = wprowadzać w błąd; przez długi czas był błędnie uważany za odmianę talku.

## Charakterystyka

### Właściwości
Zazwyczaj tworzy niewielkie kryształy o pokroju płytkowym. Występuje w skupieniach łuskowych, blaszkowych, zbitych (cossait). Jest giętki, sprężysty, przezroczysty. Wyglądem przypomina muskowit, czasami talk. Jego identyfikacja wymaga zastosowania metod rentgenowskich lub wykonania szczegółowej analizy chemicznej.

### Występowanie
Składnik skał metamorficznych, łupkach mikowych, gnejsie, żyłach kwarcu. Współwystępuje z dystenem, staurolitem, muskowitem, chlorytem, andaluzytem, korundem.
Przykładowe miejsca występowania:
- Na świecie: Szwajcaria, Włochy, Wielka Brytania, USA.
- W Polsce: został stwierdzony w łupkach łyszczykowych w Górach Izerskich.

### Zastosowanie
- interesuje kolekcjonerów,
- po zmieleniu służy jako posypka do papy,
- jest wypełniaczem środków ochrony roślin.